# Yuezhou Qianfeng
Yuezhou Qianfeng (chiń. 越州乾峰; pinyin Yuèzhōu Qiánfēng; kor. 월주건봉Wolchu Kŏnpong; jap. Esshū Kempō; wiet. Việt Châu Kiền Phong) – chiński mistrz chan szkoły caodong.

## Życiorys
Był uczniem mistrza chan Dongshana Liangjie. Po otrzymaniu przekazu Dharmy żył i nauczał w Yuezhou (na południowym wschodzie od współczesnego Hangzhou w północnej prowincji Jiangxi).
Qianfeng wszedł do sali i powiedział: „Dharmakaja ma trzy rodzaje chorób i dwa rodzaje światła, a wy musicie je przeniknąć jedno po drugim zanim będziecie mogli wrócić do domu i usiąść sobie solidnie. Musicie wiedzieć, że jest tam jeszcze bardziej istotne urzeczywistnienie.”
Yunmen wystąpił naprzód i powiedział: „Dlaczego ktoś, kto jest w chatce, nie wie o sprawach poza chatką?”
Qianfeng zaśmiał się głośno: „Ha ha ha.”
Yunmen powiedział: „To jest wciąż miejsce zwątpienia dla tego ucznia.”
Qianfeng powiedział: „Gdzie twój umysł podąża?”
Yunmen powiedział: „Chcę aby mistrz mówił bezpośrednio.”
Qianfeng powiedział: „To musisz robić to, co powiem, zanim usiądziesz sobie solidnie”.
Yunmen powiedział: „W porządku.”
Mnich spytał: „Czym jest rozmowa, która jest poza buddami i przodkami?”
Qianfeng powiedział: „Ja pytam ciebie.”
Mnich powiedział: „Mistrzu, proszę nie pytaj mnie.”
Qianfeng powiedział: „Jeśli pytam cię, to niczego nie zmienia. Więc pytam cię, czym jest rozmowa poza buddami i przodkami?”

## Linia przekazu Dharmy zen
Pierwsza liczba oznacza liczbę pokoleń od Pierwszego Patriarchy chan w Indiach Mahakaśjapy.
Druga liczba oznacza liczbę pokoleń od Pierwszego Patriarchy chan w Chinach Bodhidharmy.
- 33/6. Huineng (638–713)
  - 34/7. Qingyuan Xingsi (660–740)
    - 35/8. Shitou Xiqian (700–790)
      - 36/9. Yaoshan Weiyan (751–834)
        - 37/10. Yunyan Tansheng (770–841)
          - 38/11. Dongshan Liangjie (807–869) szkoła caodong
            - 39/12. Jiufeng Puman (bd)
              - 40/13. Tong’an Wei (bd)

            - 39/12. Youqi Daoyou (bd)
            - 39/12. Tiantong Weiqi (bd)
            - 39/12. Yunju Daoying (830-902)
              - 40/13/1. Taekyŏng Yŏŏm (862–930) szkoła sŏngju – Korea
              - 40/13. Tong’an Daopi (bd) (także Daoying)
                - 41/14. Tong’an Guanzhi (bd)
                  - 42/15. Liangshan Yuanguan (bd)
                    - 43/16. Dayang Jingxuan (943–1027) (także Jingyan)

            - 39/12. Longya Judun (835–923)
              - 40/13. Yanqing (bd)
              - 40/13. Hanzhu (bd)

            - 39/12. Qinshan Wensui (bd)
            - 39/12. Yuezhou Qianfeng (bd)
            - 39/12. Qinglin Shiqian (bd)
            - 39/12. Sushan Kuangren (837–909)
              - 40/13. Huguo Shoucheng (bd)
              - 40/13/1. Tongjin Kyŏngbo (868–948) szkoła tongni – Korea

            - 39/12. Jingdiao Xianzu (bd)
            - 39/12. Caoshan Benji (840–901)